# Andrés Narvarte
Andrés Navarte (La Guaira, 1781 - Caracas, 31 de março de 1853), foi um político venezuelano, partidário de José Antonio Páez no primeiro período da República, tendo sido eleito duas vezes Vice-presidente da Venezuela, e exercido o cargo de Presidente Provisório em duas oportunidades: de 20 de janeiro a 9 de fevereiro de 1835, quando da instalação das Câmaras Legislativas para eleição do próximo presidente; e de 24 de abril de 1836 até 20 de janeiro de 1837, em função da renúncia do presidente José María Vargas.